# Клаус Ман
Клаус Хајнрих Томас Ман (Минхен, 18. новембар 1906 — Кан, 21. мај 1949) је био немачки књижевник, есејиста, драматург и дисидент. Био је син Томаса Мана, нећак Хајнриха Мана и брат Ерике Ман и Голоа Мана.
Клаус се преселио у Сједињене Америчке Државе како би побегао од нациста, а након обуке за контраобавештајце као један од Ричијевих момака, служио је у Европи током Другог светског рата, постајући један од првих странаца који су сведочили ужасима концентрационих логора. Његове књиге „Бекство у живот“ (коју је написао заједно са сестром Ериком Ман) и „Прекретница“ достигле су историјски значај као често цитирани примарни документи о искуству егзила које су прошли чланови немачке интелигенције и уметничке заједнице који су побегли из Трећег рајха. Овај жанр се назива егзилитература.
Најпознатији је по свом роману „Мефисто“ из 1936. године, о глумцу који продаје душу ђаволу, повезујући своју каријеру са успоном нациста, који је претворен у истоимени филм 1981. године - књига која је била забрањена у Западној Немачкој након рата. Полуфикционо дело чији је протагониста инспирисан Мановим бившим љубавником Густавом Грингренсом, „Мефисто“ садржи довољно историјске истине да је био забрањен скоро пола века — остајући под законским табуом деценијама чак и након Грингренсове смрти — због права личности. (То јест, утврђено је да лик Хефгена у „Мефисту“ толико подсећа на Грингрена да је приказивање сматрано кршењем његовог права личности).

## Живот и каријера
Клаус Ман, рођен у Минхену, био је син немачког писца Томаса Мана и Катје Ман (девојачки Прингсхајм). Његов отац је био крштени лутеран, док је његова мајка била из породице секуларних Јевреја. Пошто је био унук Хулије да Силве Брунс, био је делимично португалско-бразилског староседелачког порекла.
Манов је свој рани живот описао као романтичан, у прелепом окружењу више класе, али је његова хомосексуалност закомпликовала његово рано одрасло доба, и развио је тежак однос са оцем, који је своју хомосексуалност проживљавао само на платонски начин и обрађивао своја искуства на веома сублимиран начин у књижевности. Клаус Ман је почео да пише кратке приче 1924. године, а следеће године је постао драмски критичар за берлинске новине. Његова прва књижевна дела објављена су 1925. године. Његов први роман „Побожни плес, авантуристичка књига младости“ (1926) отворено је смештен у берлински хомосексуални миље.
Године 1924. верио се са својом пријатељицом из детињства Памелом Ведекинд, најстаријом ћерком драмског писца Франка Ведекинда, која је такође била блиска пријатељица његове сестре Ерике. Веридба је раскинута јануара 1928. године.
Године 1927, након кратког времена проведеног у разним школама, путовао је са својом сестром Ериком Ман, која је била годину дана старија од њега, око света, посећујући Сједињене Државе. Године 1929, известили су о путовању у есејима објављеним као заједнички путопис под називом Rundherum. Током својих раних путовања, често аутомобилом, широм Европе и Северне Африке, као и Америке и Азије, Ерика је преузимала волан и одређивала план путовања како би надокнадила Манову немогућност да доноси личне и корисне одлуке. Та помоћ се наставила чак и у каснијем одраслом добу, али није могла да га спасе од његовог самодеструктивног понашања и прекомерне употребе дрога.
Током њиховог у Северну Африку 1929. године, упознали су Анемари Шварценбах, швајцарску књижевницу и фотографкињу, која им је остала блиска наредних неколико година. Клаус је са Анемари путовао у иностранство неколико пута, а последње је било на конгресу совјетских писаца у Москви 1934. године. Током овог времена и након директног контакта са руским ауторима и интелектуалцима, започео је критичко размишљање према комунистичким идеалима и тоталитарним идеологијама.

### Употреба дрога
Од малих ногу, Клаус је користио дроге, углавном опијате, од којих је касније постао јако зависан. Његови дневници документују покушај ињекције морфина 1933. године када је Хитлер преузео власт. У почетку је амбициозни писац користио опијум, Оксикодон, а касније хероин, вероватно да би повећао своју креативну енергију, као што су уметници и интелектуалци у књижевним круговима често чинили у то време. Током путовања је прошао детоксикацију од дрога у Будимпешти и у санаторијуму Килхберг у Швајцарској. После 1936. године, током боравка у Њујорку, његова употреба дрога и сексуалне авантуре постале су неограничене.

### 1930-их
Клаус је 1932. године написао први део своје аутобиографије, која је била добро прихваћена све до Хитлеровог доласка на власт. Године 1933. Клаус је учествовао са Ериком у политичком кабареу под називом Die Pfeffermühle, што је привукло пажњу нацистичког режима. Представа, која је садржала смелу критику Хитлера, прво је изведена у Минхену, а потом и у Цириху. Да би избегао кривично гоњење, напустио је Немачку у марту 1933. и отишао у Париз, а касније је посетио Амстердам и Швајцарску, где је његова породица имала кућу.
Исте године, Клаус Ман и Анемари Шварценбах, заједно са Фрицом Ландсхофом и холандским издавачем Емануелом Керидом, основали су Die Sammlung, књижевни часопис, чије је прво издање изашло у септембру 1933. године у Амстердаму. Првенствено је био повезан са бројним утицајним немачким писцима који су побегли од Хитлеровог режима током првих година успостављања и консолидације нацистичке власти, али су и други међународно признати аутори попут Олдуса Хакслија и Хајнриха Мана допринели есејима и уредничким радовима. Часопис су финансирали Анемари Шварценбах и Клаусов отац Томас Ман. Клаус је био главни уредник од 1933. до 1935. године, када је „Die Sammlung“ престао да се објављује, делом због неслагања између Клауса и његовог оца, као и других сарадника, око честог политички мотивисаног садржаја.
Клаус Ман није само одиграо важну улогу у консолидацији немачке егзилитературе, већ је комуницирао и са ауторима који су остали у Немачкој после 1933. године. У размени писама са Готфридом Беном, чија је амбивалентност према нацистичкој власти била добро позната, Клаус је изразио забринутост због Беновог даљег чланства у Националној немачкој академији писаца, указујући на моралну дилему коју то представља, чак га је и позивао да напусти земљу како би се придружио немачким интелектуалцима у егзилу. Његово дело „Бекство у живот“, чији је коаутор била његова сестра Ерика, која је у то време била успешна списатељица за BBC, био је врхунац његових напора да уједини немачке интелектуалце против дехуманизујуће политике нациста.
Клаус Ман се 1933. године упознао и са Жилијеном Грином, који је био успешан француски писац, и ангажовао се у француском покрету отпора. Грин, који је живео у Америци, покушао је да рационализује своје хомосексуалне склоности у контексту религије. Текст који је објавио Грин указује на заједничко сексуално понашање са преференцијом према малолетним мушкарцима. Међутим, због хомосексуалних веза које је Клаус доживео током свог живота, тежио је да тражи везу са мушкарцима својих година или старијим. У новембру 1934. Клаусу је нацистички режим одузео немачко држављанство. Након тога је постао држављанин Чехословачке.

### Мефисто
Клаус Ман је 1936. године написао свој најпознатији роман, Мефисто, који је први пут објављен у Амстердаму. Роман приказује успон глумца Хендрика Хефгена до националне славе 1936. године, од скромних почетака у Хамбуршко уметничко позориште 1926. године. Након што је примио вест о доласку нациста на власт, побегао је у Париз. Забринут због своје комунистичке прошлости, помаже му бивша колегиница глумица из Хамбурга, Ангелика Зиберт, која путује у Берлин да убеди девојку генерала Луфтвафеа да га помилује. По повратку у Берлин брзо успева да придобије Лоту и њеног генерала, и уз његову подршку гради дивну каријеру.
Добијајући улогу Мефиста у првом делу Фауста, схвата да је заправо склопио пакт са злом (тј. нацизмом) и изгубио своје људске вредности (чак је и своју љубавницу назвао „Црном Венером“). Постоје ситуације када Хефген покушава да помогне својим пријатељима или да исприча премијеру о тешкоћама у концентрационим логорима, али је увек забринут да не изгуби своје нацистичке покровитеље.
Лик Хендрика Хефгена заснован је на његовом бившем зету, глумцу Густафу Грингенсу. Грингенсов усвојени син је покренуо судски поступак како би се роман забранио након његовог првог објављивања у Западној Немачкој почетком 1960-их. Након седам година судских саслушања, Врховни суд Западне Немачке потврдио је забрану, иако је она и даље била доступна у Источној Немачкој и иностранству. Забрана је касније укинута, а роман је коначно био објављен у Западној Немачкој.
Године 1981, роман је адаптиран у филм који је коаутор сценарија и режирао Иштван Сабо, са Клаусом Маријом Брандауером у главној улози, а који је верно пратио заплет романа. Како Хефгенови сарадници и пријатељи беже или их нацистички режим тера у илегалу, популарност његовог лика на крају превазилази његово сопствено постојање, све док не открије да је његова најбоља изведба одржавање привида за своје нацистичке покровитеље.

### Пресељење у САД
Године 1936. преселио се у Сједињене Америчке Државе, живећи у Принстону, Њу Џерзи и Њујорку. Лета 1937. године упознао је свог партнера за остатак године, Томаса Квина Кертиса, који је касније био дугогодишњи филмски и позоришни рецензент за Variety и International Herald Tribune. Манов роман „Вулкан“ објављен је 1939. године, на почетку Другог светског рата, и био је још један његов покушај да прикаже не само Немце већ и друге европске изгнанике тог времена. Иако се сматра једним од његових најбољих романа, никада није остварио значајну продају и преведен је само на француски језик.
Године 1940, Клаус Ман је основао још један књижевни часопис за немачке писце који су живели у егзилу у Сједињеним Америчким Државама, „Decision“. Трајало је само годину дана, али је консолидовало америчку интелектуалну опозицију рату са Шервудом Андерсоном, Самерсетом Момом, Винсентом Шијаном и Робертом Е. Шервудом у свом управном одбору. У то време, живео је у кући Фебруар Хаус, а његови цимери В. Х. Оден и Карсон Макалерс су му пружили помоћ око уређивања и преуређења. На крају се преселио у очеву кућу у Пацифик Палисејдсу када није био у могућности да се финансијски издржава.
Ман је постао амерички држављанин 1943. године. Процес натурализације је одложен због истраге коју је Федерални истражни биро спровео о политичким и сексуалним активностима Клауса Мана, будући да је он био отворено геј, али није био присталица марксистичке идеологије. Током свог живота у САД, идентификовао се као либерални антифашиста и космополита.

### Други светски рат
У Другом светском рату, након обуке у кампу Ричи и постајања једног од Ричијевих момака, контраобавештајне јединице америчке војске, служио је као водник 5. америчке армије и британског корпуса у Италији. Клаус се бавио психолошким ратом дизајнирајући летке намењене немачким војницима стационираним у Италији и Северној Африци. У Италији је такође био укључен у тешка испитивања немачких ратних заробљеника, укључујући и искусне СС официре.
У својој другој аутобиографији из 1942. године (Der Wendepunkt, Прекретница), критички је посматрао сегрегацију белог војног особља од њихових црних колега у кампу Ричи. Лета 1945. године, јединице америчке 5. армије и британске 8. армије послале су га у Немачку. Клаус Ман, немачко-американац, користио је публикацију „Stars and Stripes“ да би извештавао из послератне Немачке.
Док је у званичној функцији посећивао ослобођене концентрационе логоре, био је један од првих очевидаца који је извештавао о ужасима масовног истребљења током нацистичке владавине у Немачкој. Аудио-визуелни документи његовог емотивног извештавања на овим локацијама крајем 1940-их постали су историјски записи и и данас се сматрају потврдом ових злочина против човечности.

## Смрт и наслеђе
Ман је умро у Кану од предозирања таблетама за спавање 21. маја 1949. године, након даљег лечења лековима. Његова смрт се генерално извештава као самоубиство, повезано са финансијским притисцима, зависношћу од опијата и разочарањем због начина на који су га САД третирале као хомосексуалца и наводног комунисту, али Манов биограф Фредерик Спотс тврди да комуникација и став ангажованог аутора који су претходили његовом изненадном предозирању указују на несрећу, а не на самоубиство. Сахрањен је у Кану на гробљу Гран Жас.
Неколико биографија Клауса Мана појавило се много касније након његове смрти. Осим једне ауторке немачког језика, Никол Шенцлер, све биографије су написали и уредили енглески или амерички сарадници. Пошто је често писао аутобиографске садржаје, тешко је одвојити његова књижевна достигнућа, углавном неуспешна у његово време, од његовог живота. Ман је остао активан у књижевним круговима, а његове личне и духовне везе са Андреом Жидом, као и касније испитивање Жида у његовом делу „Avant la Lettre“ (1943), бацили су значајно светло на његово време и њега самог.
Каснији историчари су славили Клауса Мана као модерног либерала или транснационалца који је покушао да сруши националне границе, али Клаусове биографске белешке откривају да се он у суштини осећао као Немац и да је имао позитивна сећања на своје одрастање у Баварској. У настојању да опише послератну Немачку након разарања у Другом светском рату, покушао је да пронађе своје порекло док је сакупљао болне утиске из окупиране Немачке погођене губитком својих првобитних граница.

### Романи и аутобиографије
- Der fromme Tanz, 1925
- Anja und Esther, 1925
- Kindernovelle, 1926  [published in the U.S. as The 5th Child, 1927]
- Revue zu Vieren, 1927
- Alexander, Roman der Utopie, 1929
- Auf der Suche nach einem Weg, 1931
- Kind dieser Zeit, 1932
- Treffpunkt im Unendlichen, 1932
- Journey into Freedom, 1934
- Symphonie Pathétique, 1935
- Мефисто, 1936
- Vergittertes Fenster, 1937
- Бекство у живот, 1939 (са Ериком Ман)
- Der Vulkan, 1939
- The Turning Point, 1942
- Avant la lettre, 1943
- André Gide and the Crisis of Modern Thought, 1943
- The Chaplain, 1945

### Есеји и путописни извештаји
- Vor dem Leben, Erzählungen. Enoch Verlag, Hamburg 1925 (heute enthalten in Maskenscherz. Die frühen Erzählungen).
- Kindernovelle, Erzählung. Enoch, Hamburg 1926 (ebd.).
- Rundherum. Ein heiteres Reisebuch. 1996. ISBN 3-499-13931-6.. (Mit Erika Mann). S. Fischer, Berlin 1929. Neuausgabe Rowohlt, Reinbek .
- Abenteuer. Novellen. Reclam, Leipzig 1929.
- Auf der Suche nach einem Weg. Aufsätze. Transmare Verlag, Berlin 1931.
- Das Buch von der Riviera (Mit Erika Mann). aus der Reihe: Was nicht im „Baedeker“ steht, Band XII. Piper, München 1931. Neuausgabe Rowohlt, Reinbek Mann, Erika; Mann, Klaus (2019). Das Buch von der Riviera. Kindler Verlag. ISBN 978-3-463-40715-9. Непознати параметар |DUPLICATE_first1= игнорисан (помоћ); Непознати параметар |DUPLICATE_publisher= игнорисан (помоћ); Непознати параметар |DUPLICATE_year= игнорисан (помоћ); Непознати параметар |DUPLICATE_isbn= игнорисан (помоћ); Непознати параметар |DUPLICATE_first2= игнорисан (помоћ); Neuausgabe Kindler, Hamburg .
- Die Sammlung. Literarische Monatsschrift. (Unter dem Patronat von André Gide, Aldous Huxley, Heinrich Mann herausgegeben von Klaus Mann.) Querido, Amsterdam. September 1933 – August 1935. Neuausgabe Rogner und Bernhard Verlag, München 1986 bei Zweitausendeins. Zwei Bände.  3-8077-0222-9.
- Vergittertes Fenster. Novelle (über die letzten Tage von Ludwig II. von Bayern). Querido Verlag, Amsterdam 1937; danach S. Fischer, Frankfurt am Main 1960 (heute enthalten in Speed. Die Erzählungen aus dem Exil.)
- Escape to Life Deutsche Kultur im Exil. 1991. ISBN 3-499-13992-8. (Zusammen mit Erika Mann). Houghton Mifflin, Boston 1939. Neuausgabe Rowohlt, Reinbek .
- The Other Germany. (Zusammen mit Erika Mann), Modern Age, New York 1940 (Volltext im Internet Archive).
- Decision. A Review of Free Culture. Ed. by Klaus Mann. New York, Januar 1941 – Februar 1942.
- André Gide and the Crisis of Modern Thought. Creative Age, New York 1943 (dt.: Andre Gide und die Krise des modernen Denkens). Neuausgabe Rowohlt, Reinbek Mann, Klaus (1995). André Gide und die Krise des modernen Denkens. Rowohlt. ISBN 3-499-15378-5..
- Heart of Europe. An Anthology of Creative Writing in Europe 1920–1940. Ed. by Hermann Kesten and Klaus Mann. L. B. Fischer, New York 1943.
- André Gide: Die Geschichte eines Europäers. Steinberg, Zürich 1948.
- Die Heimsuchung des europäischen Geistes. Essay 1948. Neuausgabe bei Transit Buchverlag Mann, Klaus; Mann, Erika (1993). Die Heimsuchung des europäischen Geistes. Transit. ISBN 3-88747-082-6. (auch enthalten in Auf verlorenem Posten. стр. 523–542.).

## Додатно литература
- Hauck, Gerald Günter. Reluctant Immigrants: Klaus and Erika Mann In American Exile, 1936-1945. 1997.
- Huneke, S. C. (пролеће 2013). „The Reception of Homosexuality in Klaus Mann's Weimar Era Works”. Monatshefte. 105: 86—100. doi:10.1353/mon.2013.0027.
- Keller, James Robert (2001). The Role of Political and Sexual Identity in the Works of Klaus Mann. New York: P. Lang. ISBN 0-8204-4906-7.. Peter Lang, 2001. ISBN
- Mann, Klaus. „Il cappellano”. Архивирано из оригинала 15. 01. 2019. г. Приступљено 16. 05. 2025., by Pier Giorgio Ardeni and Alberto Gualandi, Pendragon 2018
- Mauthner, Martin (2007). German Writers in French Exile, 1933–1940. London: Vallentine Mitchell. ISBN 978-0853035404.. Vallentine Mitchell, 2006
- Schicker, Juliane. 'Decision. A Review of Free Culture' – Eine Zeitschrift zwischen Literatur und Tagespolitik. München: Grin, Schicker, Juliane (2008). "Decision. A Review of Free Culture" - eine Zeitschrift zwischen Literatur und Tagespolitik. GRIN Verlag. ISBN 978-3-638-87068-9.ISBN
- Spotts, Frederic (јануар 2016). Cursed Legacy: The Tragic Life of Klaus Mann. New Haven: Yale University Press. ISBN 978-0300218008.. Yale University Press, 2016. ISBN
- Harpole, Kimberley, and Maierhofer, Waltraud. 'Women Performing the American "Other" in Erika and Klaus Mann's Rundherum (1929).' Sophie Journal. Vol.4, 2017. 1-32.